# Dinavar
Dinavar (también Dinawar o Daynavar; persa: دینور, dīnavar) fue una importante ciudad entre los siglos VII y X, ubicada a 1600 metros de altitud, a unos 50 kilómetros al noreste de Kermanshah en el oeste de Irán. Las ruinas de la ciudad ahora se encuentran en el actual distrito de Dinavar, en el condado de Sahneh, provincia de Kermanshah. Fue la capital de la dinastía kurda de los hasanúyidas.

## Historia
Ubicada en el centro de la antigua región de Media, Dinavar está atestiguada por primera vez en la historia como una ciudad fundada por el Imperio griego seléucida (312-63 a. C.), aunque puede haber sido más antigua. Al igual que la vecina ciudad de Kangavar, Dinavar también albergaba una población griega. Bajo el Imperio sasánida (224-651), Dinavar sirvió como una importante plaza fortificada y, según registros, fue atacada por los jázaros a principios del siglo VI. En 642, tras la derrota de los sasánidas contra los árabes en la batalla de Nihavand, Dinavar fue conquistada. Durante el reinado del califa omeya Muawiya I (r. 661–680), la ciudad pasó a llamarse Mah al-Kufa y se convirtió en uno de los dos distritos de Jibal (Media).  Dinavar comprendía las zonas septentrionales, mientras que Karmisin (Kermanshah) comprendía las meridionales. Dinavar limitaba con Hulwán por el oeste; Masabadhan en el sur; Hamadán en el este y Azerbaiyán iraní en el norte. El "Mah" de Mah al-Kufa se refiere probablemente a Media.
Dinavar tuvo cierta importancia por su ubicación geográfica, sirviendo como entrada a Jibal y como cruce de caminos entre la cultura de Irán y la de los habitantes al otro lado de las montañas Zagros. La ciudad floreció bajo los califatos omeyas y abasíes. Según el escritor árabe Ibn Hawqal (fallecido después de 978), Dinavar era solo un tercio más pequeña que Hamadán en el siglo X.
Históricamente, Dinavar ha producido muchos eruditos, entre ellos Ibn Qutayba, Fajr-un-Nisa y Abu Hanifa Dinawari. Dinavar fue también el centro del principado kurdo de los hasanúyidas. Fue saqueada por Mardavij en 931. Según Ibn al-Athir, fue saqueada por los turcomanos de la tribu Iva en 1172-1173. Según el geógrafo del siglo XIV Hamdallah Mustawfi (fallecido después de 1339-1340) en su Nuzhat al-Qulub, Dinavar era una pequeña ciudad durante el tiempo que vivió. Sin embargo, Tamerlán la destruyó a finales del siglo XIV. Hoy en día sólo se conservan ruinas.

## Personas notables
- Ibn Qutayba (fallecido en 889), erudito del siglo IX, conocido sobre todo por sus contribuciones a la literatura árabe.
- Abu Hanifa Dinawari (fallecido en 896), erudito del siglo IX que escribió el Kitāb al-akhbār al-ṭiwāl, posiblemente el primer esfuerzo más evidente por combinar la historia iraní y la islámica.